# Armin Fiechter
Armin Fiechter (* 5. Oktober 1924 in Untersteckholz bei Langenthal; † 24. Mai 2010; heimatberechtigt in Dürrenroth) war ein Schweizer Mikrobiologe und Professor an der ETH Zürich.

## Leben
Armin Fiechter erhielt 1944 das bernische Lehrerpatent. Von 1946 bis 1950 studierte er an der Abteilung für Landwirtschaft der ETH Zürich Agrotechnologie. Von 1950 bis 1953 war er Assistent am damaligen Institut für Bakteriologie und Gärungsbiologie und promovierte 1954 bei Torsten Olof Wikén. Von 1954 bis 1959 war er Biologe an der Eidgenössischen Forschungsanstalt für Obst-, Wein- und Gartenbau in Wädenswil. Von 1959 bis 1969 war er Oberassistent am Mikrobiologischen Institut der ETH Zürich und habilitierte sich 1966 auf dem Gebiet der technischen Mikrobiologie. 1962 und 1964 verbrachte er Studienaufenthalte am Karolinska-Institut in Stockholm und am Mikrobiologischen Institut der Akademie der Wissenschaften in Prag.
1969 wurde er zum ausserordentlichen Professor für mikrobiologische Technologie am Mikrobiologischen Institut, 1972 zum ordentlichen Professor für Mikrobiologie ernannt. 1972 verbrachte er einen Forschungsaufenthalt am Institute of Molecular Biology der University of Wisconsin in Madison. 1982 wurde seine Professur in Biotechnologie umbenannt. Fiechter stand während seiner Amtszeit den Instituten für Mikrobiologie sowie Biotechnologie mehrere Jahre vor. Er wurde 1992 emeritiert.

## Forschung
Parallel zur Entfaltung der Biotechnologie an der ETH, die von Fiechter wesentlich getragen wurde, war weltweit eine Zunahme der Bedeutung biotechnologischer Verfahren zu beobachten. Durch die raschen Fortschritte der molekularen Genetik vervielfachten sich die Möglichkeiten für die Anwendung biologischer Systeme. Schon früh hat sich Fiechter um die Integration von Informatik und Automation, von Verfahrenstechnik und Materialwissenschaften bemüht, indem er Forschung und Lehre auf sehr breiter Front betrieb.
Grosse Verdienste hat sich Fiechter auch um die Ausbildung erworben. Während Jahren hat er die Grundlagen der technischen Verwendung biologischer Systeme vermittelt. Für das noch junge Fachgebiet musste ein definiertes Berufsbild entworfen werden, was bedeutete, dass sehr verschiedenartige Disziplinen – Mikrobiologie, Molekularbiologie, Chemie, Biochemie, Verfahrenstechnik – in einem Studienplan vereinigt, angeboten werden mussten. Die Vorstellungen von Fiechter wurden 1983 mit der Studienrichtung "Biotechnologie" an der Abteilung für Naturwissenschaften verwirklicht. Rund 85 Dissertationen sind unter Fiechter entstanden.
Fiechter hat sich auch international sehr für die Belange der Biotechnologie eingesetzt und schon früh eine europäische Zusammenarbeit angestrebt. 1978 kam es anlässlich des ersten Europäischen Biotechnologiekongresses zur Gründung der Europäischen Föderation Biotechnologie (EFB). Fiechter hat über 400 wissenschaftliche Publikationen mitverfasst. Dabei lassen sich zwei Schwerpunkte erkennen: Arbeiten über die Biologie von Mikroorganismen und Beiträge über technische Aspekte der Verwendung biologischer Systeme. Hervorzuheben sind auch seine Arbeiten über die metabolische Regulation in Hefe und die Beiträge, die im Rahmen dieser Forschungstätigkeiten zur Verbesserung der kontinuierlichen Kultur geleistet wurden. Fiechter hat die technische Entwicklung massgebend gefördert. Diese Entwicklung hat das Verständnis für biologische Systeme bedeutend erweitert und dadurch die technische Nutzbarmachung entscheidend beeinflusst. Als weitere Forschungsschwerpunkte haben sich in die Molekulargenetik von Mikroorganismen und der Bereich der tierischen Zellkulturen im Institut etabliert.

## Mitgliedschaften und Auszeichnungen
- 1968 Titular Member der International Union of Pure and Applied Chemistry

## Publikationen (Auswahl)
- Ueber Wachstum, Atmung und Gärung der Kulturweinhefe Polymorphus II. Dissertation Naturwiss. ETH Zürich, Nr. 2338, 1955, doi:10.3929/ethz-a-000090768.
- Hrsg. der Buchreihe: Advances in Biochemical Engineering/Biotechnology. Springer, Berlin 1971ff.
- Hrsg. der Zeitschrift: Journal of Biotechnology. Elsevier, Amsterdam 1984ff.[6]
- Bioproducts. Akademie-Verlag, Berlin 1988.
- Biotechnology methods. Akademie-Verlag, Berlin 1988.